# Langaha alluaudi
Langaha alluaudi denominada serpiente cebra es una especie de serpiente de la familia Lamprophiidae, que se encuentra al oeste y suroeste de Madagascar; posee una extensión o apéndice que es característico de las serpientes del género Langaha.

## Descripción
Es una serpiente pequeña, tiene una escama levantada enésima de los ojos haciéndola parecer que tiene pestañas, al igual que L. madagascariensis, posee un apéndice nasal en forma de un trozo de una rama; lo que le otorga un excelente camuflaje, siendo confundidas por con ramas muertas y así escapar de sus depredadores. Además presenta coloraciones grisáceas, con manchas más claras de tonos blanquecinos sobrepuestas a lo largo del cuerpo.[cita requerida]
No se sabe cómo de tóxico es su veneno. Es de hábitos arborícolas, aunque a menudo se la ve en el suelo, se alimenta de pequeños vertebrados, como lagartos y ranas.[cita requerida]

## Distribución geográfica y hábitat
Es endémica de Madagascar, donde se conoce en zonas del oeste y suroeste, en un rango altitudinal entre el nivel del mar y los 200 metros. Los lugares confirmados donde se le ha visto incluyen: Ambovombe, Andrahomana, Behara, Kirindy, Menabe y Tolagnero. Su área de distribución abarca más de 65 000 kilómetros²; aunque su área de ocupación se cree que no llega a los 3000 km². Esta serpiente habita en el bosque seco de baja elevación, y en zonas de matorral espinoso, donde se la ve en las ramas acechando a sus presas. Tolera cierta degradación del hábitat, pero no parece que ocurra en zonas muy modificadas.

## Conservación
Su hábitat, los bosques de tierras bajas, es un tipo de vegetación muy amenazada en Madagascar debido a la presión humana en forma de tala, quema, agricultura e incendios forestales. Esta serpiente ha sido registrada en varias áreas protegidas. Se considera que sus distintos núcleos poblacionales están muy fragmentados. Esta especie es muy rara y no se tienen estimaciones de su población. Se requieren más estudios para aclarar la verdadera distribución de este reptil, y para investigar las tendencias de población.